# Fédération Internationale des Échecs
De Internationale Schaakfederatie (FIDE) is het overkoepelende orgaan van de nationale schaakbonden.
De federatie werd opgericht in Parijs in 1924 en zetelt in het Zwitserse Lausanne.
Anno 2023 waren er 201 nationale schaakbonden bij FIDE aangesloten, waaronder de Koninklijke Nederlandse Schaakbond (KNSB), de Koninklijke Belgische Schaakbond (KBSB), de Surinaamse Schaak Bond (SSB), de Nederlands-Antilliaanse Schaakbond en de Aruba Chess Federation.

## Activiteiten
De voornaamste activiteiten van de FIDE zijn:
- Vaststellen van de spelregels van het schaken.
- Organiseren van toernooien en tweekampen voor het wereldkampioenschap schaken in diverse categorieën (algemeen, vrouwen, junioren).
- Organiseren van de Schaakolympiade.
- Reguleren en uitgeven van de schaaktitels.
- Reguleren en berekenen van de FIDE-rating.

## Geschiedenis
De FIDE werd op 20 juli 1924 in Parijs opgericht. Tot aan de Tweede Wereldoorlog had de federatie weinig te betekenen. Alleen een aantal West-Europese en Zuid-Amerikaanse bonden was lid, de meeste grootmeesters wilden er weinig mee te maken hebben en de FIDE kreeg geen greep op het wereldkampioenschap.
Na de Tweede Wereldoorlog nam de FIDE snel in belang toe. In 1948 werd het sterkste schaakland ooit, de Sovjet-Unie, lid. In datzelfde jaar nam de FIDE de organisatie van het wereldkampioenschap over met het wereldkampioenschap schaken 1948 en de daarop volgende cycli.
In 1950 formaliseerde de FIDE titels als grootmeester en meester en stelde de regels vast om dergelijke titels te verkrijgen. In 1970 werd de FIDE-rating ingevoerd.
In de jaren 70 kreeg de FIDE, met name haar toenmalige president, Max Euwe, te maken met problemen rond de matches om het wereldkampioenschap, zoals de match Spassky-Fischer in 1972, de niet gespeelde match Fischer-Karpov in 1975 en de match Karpov-Kortsjnoi in 1978. Max Euwe zette als president ook een beleid in om zo veel mogelijk landen lid te maken van de FIDE.
Onder president Florencio Campomanes ontstonden er opnieuw problemen met het wereldkampioenschap. Campomanes nam in 1984 de nog steeds omstreden beslissing de (eerste) tweekamp tussen Karpov en Kasparov af te breken. In 1993 stapten wereldkampioen Kasparov en zijn uitdager Nigel Short zelfs helemaal uit de FIDE en richtten de Professional Chess Association (PCA). Daarmee ontstond naast een lijn met FIDE-wereldkampioenen ook een lijn met 'klassieke' wereldkampioenen, een situatie die pas in 2006 werd hersteld.

## FIDE-presidenten[1]
| 1. Alexander Rueb       | (Nederland)  | 1924-1939  |
| 2. Augusto de Muro      | (Argentinië) | 1939-1946  |
| (1) Alexander Rueb      | (Nederland)  | 1946-1949  |
| 3. Folke Rogard         | (Zweden)     | 1949-1970  |
| 4. Max Euwe             | (Nederland)  | 1970-1978  |
| 5. Friðrik Ólafsson     | (IJsland)    | 1978-1982  |
| 6. Florencio Campomanes | (Filipijnen) | 1982-1995  |
| 7. Kirsan Iljoemzjinov  | (Rusland)    | 1995-2018  |
| 8. Arkadi Dvorkovitsj   | (Rusland)    | 2018-heden |